# Aprendizaje profundizado

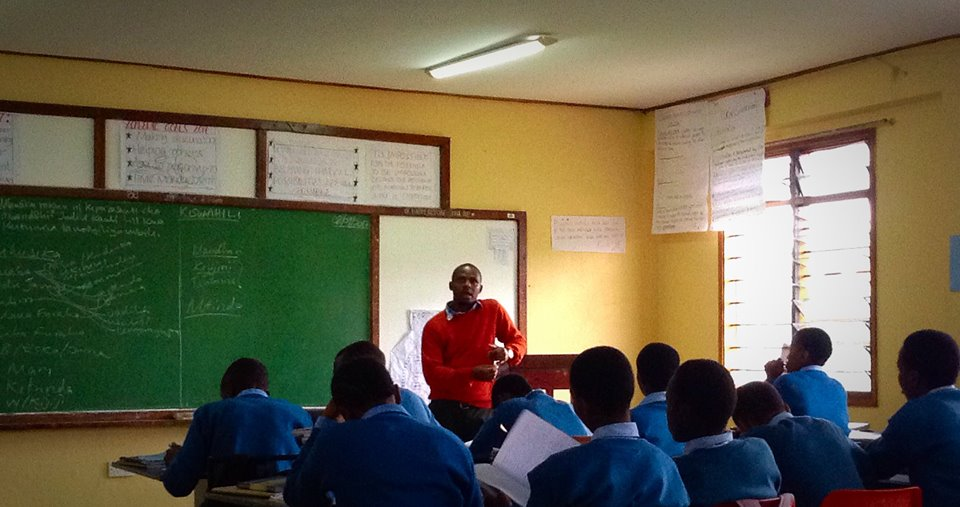
Clase. El aprendizaje profundizado es un conjunto de resultados académicos específicos.

En el lenguaje educativo empleado en EE. UU., el aprendizaje profundizado o aprendizaje más profundo es un conjunto de resultados de aprendizaje que incluyen la adquisición de un núcleo duro de conocimientos, pensamiento complejo y disposición para aprender. 
El aprendizaje profundizado se basa en la premisa de que están cambiando las naturalezas de la vida laboral, de la vida ciudadana y de la vida diaria. Por ello se requiere cada vez más que la educación formal proporcione a la juventud habilidades como el pensamiento analítico, la resolución de problemas complejos o el trabajo en equipo.
No debe confundirse el aprendizaje profundizado (deeper learning) , que es aplicable a personas, con el aprendizaje profundo (deep learning), que es una manera de programar algoritmos en ordenadores para que ejecuten tareas de inteligencia artificial. 
El aprendizaje más profundo se asocia con un creciente movimiento en la educación estadounidense que pone especial énfasis en dotar al alumnado de las capacidades para aplicar los conocimientos que se le enseñan a las circunstancias del mundo real, y para resolver problemas nuevos.
Numerosas escuelas y distritos escolares estadounidenses, con un alumnado de amplio espectro socioeconómico, aplican el aprendizaje profundizado como un componente de su planteamiento educativo.

## Habilidades y competencias
El "aprendizaje profundizado" fue descrito por la Fundación William y Flora Hewlett en 2010 como el siguiente conjunto de resultados educativos:
- Dominio de un contenido académico riguroso
- Desarrollo de habilidades de resolución de problemas y de pensamiento crítico
- Capacidad de trabajar en equipo
- Comunicación oral y escrita eficaz
- Aprendizaje de cómo aprender
- Desarrollo y mantenimiento una mentalidad académica (que se apoya en hechos y datos científicos, por oposición a una mentalidad dogmática o a una mentalidad crédula)

Según los economistas del trabajo Frank Levy, del Instituto de Tecnología de Massachusetts (MIT por sus siglas en inglés), y Richard Murnane, de la Universidad de Harvard, desde 1970, con los cambios económicos que trajeron la tecnología y la globalización, ha bajado abruptamente la demanda de trabajadores con habilidades rutinarias y repetitivas —ya sean manuales o cognitivas—, mientras que ha crecido la demanda de competencias de aprendizaje profundizado, como habilidades de comunicación o pensamiento complejo.
Una investigación de Cassel y Kolstad halló que en el año 2000 las habilidades más demandadas por las compañías estadounidenses del índice Fortune 500 de EE. UU. habían cambiado de las tradicionales lectura, escritura y aritmética a trabajo en equipo, resolución de problemas y habilidades sociales.
Una encuesta de 2006 de la asociación de empresas The Conference Board a unos 400 empresarios reveló que las competencias clave de aprendizaje profundizado eran las más importantes para quienes se incorporaban a la plantilla. Estas competencias incluían comunicación oral y escrita, resolución de problemas y pensamiento crítico. Los hallazgos indican que «en todos los niveles educativos las habilidades aplicadas superan a las habilidades básicas, como comprensión lectora y Matemáticas ... aunque las "tres erres" [lectuRa, escrituRa y aRitmética] todavía son fundamentales para que cualquier nueva incorporación haga su trabajo, los empresarios resaltan que las habilidades aplicadas, como trabajo en equipo o pensamiento crítico, son "muy importantes" para el éxito en el trabajo».
En 2002 una coalición de la comunidad empresarial estadounidense, dirigentes educativos y formuladores de políticas fundó una organización sin ánimo de lucro, la Asociación para las Habilidades del siglo XXI (ahora la Asociación para el Aprendizaje del siglo XXI, o P21). Los objetivos de P21 son fomentar un debate nacional sobre «la importancia de las habilidades de siglo XXI para todos los estudiantes» y «situar la preparación para el siglo XXI en el centro de la educación primaria estadounidense». P21 ha publicado informes que exploran cómo integrar el sistema de aprendizaje 4C (Colaboración, Comunicación, pensamiento Crítico y Creatividad) en los entornos de aprendizaje. En una encuesta de 2012 de la Asociación de Norteamericana de Dirección (AMA por sus siglas en inglés), los ejecutivos encuestados manifestaban la necesidad de empleados muy cualificados para lidiar con los rápidos cambios empresariales y para competir a nivel mundial. Esta encuesta señaló 3 (pensamiento crítico, comunicación y colaboración) de las 4 ces como las 3 habilidades más necesarias para estos empleados.
«Un aprendizaje profundizado facilita que veamos las mismas ideas en diferentes contextos, de manera que reforzamos su anclaje neuronal, porque las conectamos con más conocimientos previos.»

## Historia
Aunque el término "aprendizaje profundizado" es relativamente nuevo, no lo es la idea de que el alumnado desarrolle habilidades que lo faculten para aplicar lo aprendido y para adaptarse y triunfar en la educación posterior a la secundaria, así como en la vida profesional y en la personal. Existe un número significativo de antecedentes.
Por ejemplo, el filósofo, psicólogo y reformista educativo norteamericano John Dewey (1859–1952) resaltó la importancia de la educación no solo como una etapa para adquirir contenidos, sino también como un período en el que aprender a vivir. Al igual que los actuales partidarios del aprendizaje profundizado, Dewey creyó que el alumnado desarrolla óptimamente sus capacidades en un entorno donde se le permite experimentar e interactuar con el currículo. También creyó que todos los estudiantes deberían tener la oportunidad de participar en su propio aprendizaje (Hattie, sin embargo, demostró en 2009 que, cuando los profesores enseñan activamente a sus alumnos, producen un efecto más de 3 veces mayor que cuando intentando facilitar el aprendizaje). Los argumentos de Dewey cimentaron los movimientos de la pedagogía progresista y la educación constructivista, que pedían una enseñanza por parte del profesorado y un aprendizaje por parte del alumnado más allá de lo memorístico.
En el período 1990-1999, la educación por habilidades o por competencias resurgió con los movimientos de las habilidades del siglo XXI y la Sociedad para las Habilidades del siglo XXI. En 2012 el Consejo Nacional de Investigación de las Academias Nacionales estadounidenses publicó Educación para la vida y el trabajo: desarrollo de conocimiento transferible y habilidad en el siglo XXI, un informe sobre el aprendizaje profundizado que volvía a resaltar su importancia y resumía las evidencias de las investigaciones hasta el momento.

## Reformas educativas
Los partidarios del aprendizaje profundizado han desarrollado numerosas reformas educativas y construido varios modelos para las aulas, los centros y los distritos. Aunque resalten el dominio de los contenidos, estos partidarios piden al alumnado que se «mueva más allá de la comprensión básica y los procedimientos algorítmicos [por ejemplo, para multiplicar con lápiz y papel dos números de varias cifras cada uno] y desarrolle habilidades en la cima del aprendizaje tradicionalː análisis, síntesis y creación», según los expertos educativos de Harvard Jal Mehta y Sarah Fine.
Con el aprendizaje profundizado «se trata al alumnado como creador de contenido, con la capacidad de hacer un trabajo interesante y valioso ahora ... el propósito de la escuela no es tanto preparar al alumnado para un futuro hipotético como apoyarlo en los complejos retos que, en el mejor de los casos, supone el trabajo profesional». En el citado informe de 2012 Educación para la vida y el trabajo, el Consejo Nacional de Investigación estadounidense identificó los siguientes métodos, basados en investigaciones, para conseguir un aprendizaje profundizado:
- Utilizar múltiples y variadas representaciones de conceptos y tareas
- Animar a dar detalles, a cuestionarse lo que se aprende, y a autoexplicárselo[15]
- Plantear retos al alumnado, pero guiándolo y dándole realimentación
- Enseñar con ejemplos y casos
- Primar la motivación
- Evaluar lo que se aprende para, si no es satisfactorio, modificar los métodos de enseñanza

El examen más detallado de cuáles son las mejores prácticas conecta los métodos de enseñanza con el sistema 4C. Por ejemplo, el laboratorio Marzano ha determinado que el aprendizaje cooperativo consigue eficazmente enseñar a trabajar en equipo, el organizador gráfico (los esquemas de toda la vida) fomenta el pensamiento crítico, la realimentación mejora la comunicación, los organizadores de avance enriquecen las actividades de entrada en el aprendizaje basado en proyectos, etc. Un organizador de avance es, por ejemplo en una presentación de Power Point, mostrar el índice al principio, y volverlo a mostrar posteriormente un par de veces, para indicar por dónde se va.
John Hattie realizó un metaanálisis del aprendizaje visible que arroja resultados todavía más concretos sobre lo que funciona para conseguir el aprendizaje profundizadoː son buenas las estrategias que promueven la metacognición, la reflexión, que el alumnado pregunte al enseñante, la creatividad y la investigación. Además, sus estudios detallan cómo estrategias de enseñanza superficiales como la clase magistral, los cuadernos de tareas o los exámenes o test demasiado frecuentes hacen poco para conseguir el aprendizaje profundizado. Para el alumnado infantil, el Centro para la Creatividad de la Infancia ha señalado el importante papel del pensamiento creativo en el aula.

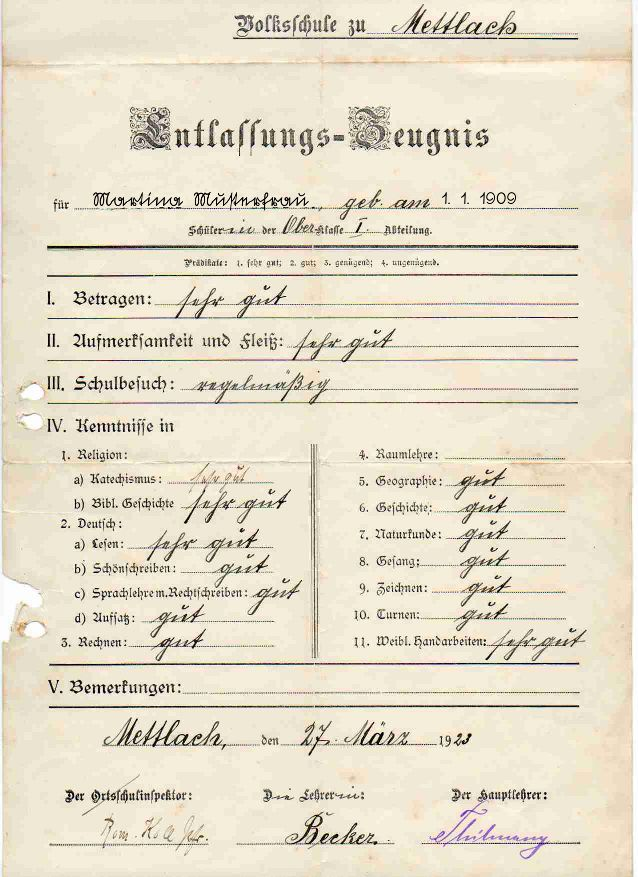
Boletín de notas de un alumno alemán de 1923. Casi todas las calificaciones son gut (bien) o sehr gut (muy bien). Con la introducción del aprendizaje profundizado se intenta mejorar los resultados académicos.

De momento no es robusta la evidencia sobre el impacto beneficioso en los resultados académicos de la educación para el aprendizaje profundizado, pero se está acumulando. P21 dirige un esfuerzo en la Universidad de Connecticut en este sentido. Ya en 2008 un estudio de 700 estudiantes de California demostró que quienes aprendían Matemáticas con técnicas que desarrollaban el aprendizaje profundizado sacaban resultados significativamente mejores que quienes aprendían con métodos más tradicionales.

## Red de escuelas
Numerosas redes norteamericanas de reforma educativa en las escuelas se centran en conseguir el aprendizaje profundizado. Sin embargo varían bastante en sus modelos de enseñanza y sus diseños de centros. Son redes importantes la Asia Society, EdVisions Schools y Envision Education.
Debido a los límites de las leyes estatales y federales, los distritos escolares públicos afrontan los mayores retos para implantar el aprendizaje profundizado. La Sociedad para el Aprendizaje del siglo XXI (P21) inició la identificación de escuelas ejemplares que incluían las habilidades del siglo XXI como un componente básico. Algunas de estas escuelas ejemplares provienen de las redes de reforma, pero muchas son escuelas y distritos que toman el aprendizaje profundizado como misión, aunque sin los beneficios monetarios, de relaciones públicas y de cumplimiento dadas a las escuelas concertadas (charter schools).
Para ahondar en el concepto, P21 creó una revista en línea con el fin de «unir los puntos entre las habilidades del siglo XXI y el aprendizaje profundizado». Los artículos de la revista los escriben pro bono autoridades educativas que defienden el cambio de paradigma a aprendizaje profundizado, así como un conjunto equilibrado de dirigentes escolares, profesores, especialistas de aprendizaje y otros que están incorporando el aprendizaje profundizado a sus currículos, su enseñanza, su evaluación y sus planes educativos. En su segundo año esta revista gratuita se amplió a un periódico que se actualizaba 3 veces por semana.
Como más escuelas, especialmente públicas, empezaron a planear la incorporación del aprendizaje profundizado, un grupo de activistas de Illinois, alineado con P21, buscó ayuda para escalar de la mejor manera la enseñanza del siglo XXI en las aulas. Algunos ejemplos exitosos en los EE. UU. y otros países se basaban en versiones del aprendizaje basado en proyectos (PBL por sus siglas en inglésː basado en problemas, basado en investigación, fabricación de productos, basado en proyectos). La eficacia del aprendizaje variaba sustancialmente. Después de revisar modelos de múltiples fuentes, el Consorcio de Illinois para las Escuelas de siglo XXI determinó que ninguno era adecuado para integrarlo sistemáticamente en las escuelas. 
El equipo de este consorcio lo formaban voluntarios, desarrolladores profesionales experimentados, profesores, directores de centros educativos y especialistas en cambio escolar, todos con experiencia en reformas de la escuela pública. Este equipo adaptó y rediseñó los modelos PBL más eficaces para elaborar un nuevo planteamiento de PBL que incluye la enseñanza explícita de las 4 C por las que aboga P21, y añade una 5ª C, responsividad cultural (la responsividad es un concepto de Física e Informática; el artículo principal se puede consultar aquí). 
Estos elementos se integraron en un PBL que se denominó MindQuest21 (literalmente, búsqueda de la mente del siglo XXI). La elaboración creativa por parte del alumnado se equilibró con el pensamiento crítico para que el profesorado desafiara el estrecho marco de los estándares que no tenían en cuenta la C de creatividad.
El planteamiento MindQuest21 no fue un ejemplo aislado. Como puso de manifiesto el programa del P21 para identificar ejemplos, más y más escuelas, a menudo actuando solas, a veces con otras del distrito, estaban cambiando el paradigma de aprendizaje desde el superficial propiciado por los test Que Ningún Niño Se Quede Atrás (NCLB por sus siglas en inglés) hasta el profundizado estimulado por el empresariado y el profesorado. Obraron de manera similar los profesores creativos que fueron capaces de desafiar las amenazas de NCLB (menor financiación si las calificaciones escolares no mejoraban).

## Valoración
La mayoría de los test utilizados actualmente en las escuelas de EE. UU. se centran en el aprendizaje de contenidos y se basan mayoritariamente en  preguntas de opción múltiple, midiendo principalmente conocimientos de bajo nivel y algunas habilidades básicas. Un estudio de RAND halló que, en los test de los 17 estados estudiados, menos del 2 % de las preguntas de Matemáticas, y solo aproximadamente el 20 % de las de Lengua, pedían al examinando que analizara, resumiera, comparara, criticara, investigara, probara o explicara sus ideas.
Se formaron 2 consorcios multiestatales financiados federalmente —la Asociación para la Valoración de la Preparación para la Universidad y la Vida Profesional (PARCC por sus siglas en inglés) y el Consorcio para una Valoración Equilibrada más Inteligente (SBAC por sus siglas en inglés)— con el fin de desarrollar herramientas de valoración de la siguiente generación que empezarían a funcionar en 2014–15. La investigación llevada a cabo por el Centro Nacional de Investigación sobre Evaluación, Estándares y Test Estudiantiles (CRESST por sus siglas en inglés) muestra aumentos significativos en la cantidad de habilidades de alto nivel (por ejemplo, resumir un texto, criticar la argumentación de otro, etc.) que son evaluadas según la escala de profundidad del conocimiento.
La Red de Laboratorios Estatales de Innovación (ILN por sus siglas en inglés), coordinada por el Consejo de Altos Responsables Educativos Estatales, consiste en un consorcio menor, informal, de 10 estados, que desarrolla estrategias para crear y desplegar valoraciones intelectualmente aún más ambiciosas. Las valoraciones de rendimiento que los estados participantes están desarrollando incluyen tareas que requieren que el alumnado analice, critique, evalúe y aplique conocimiento. Los nuevos test también pretenden animar a que se instruya al alumnado en la adquisición y uso del conocimiento de formas más complejas.
En septiembre de 2014 los Institutos Norteamericanos de Investigación publicaron un informe sobre una comparación trienal cuasiexperimental de escuelas con aprendizaje tradicional y con aprendizaje profundizado. El alumnado de las segundas informó de mayores compromiso académico, motivación para aprender, autoeficacia y habilidades de colaboración. Este alumnado obtuvo mayores puntuaciones académicas estatales estandarizadas sin que importara su entorno familiar y social (habitualmente el alumnado desfavorecido saca peores puntuaciones). Quienes asistían a las escuelas de aprendizaje profundizado también puntuaron más en 2 áreas del test PISA para escuelasː conocimientos fundamentales y resolución de problemas complejos. Este alumnado también se graduó sin repetir curso en niveles más altos y estadísticamente significativos (9 %). Finalmente, después de que este alumnado de aprendizaje profundizado se graduara, presentaba mayor probabilidad de inscribirse en el siguiente nivel educativo y hacerlo en instituciones más selectivas que el de aprendizaje tradicional.
El énfasis en la evaluación de los resultados se debe a las siguientes razonesː
- El aprendizaje tradicional (memorístico) se viene evaluando desde hace muchos años con exámenes tipo test.
- Esta evaluación está muy probada, el profesorado sabe hacerla y se comprenden los resultados.
- En cambio todavía no están disponibles de manera generalizada los métodos para medir fiablemente el aprendizaje profundizado.
- El profesorado no sabe medirlo y, al faltar antecedentes, la comunidad académica y la sociedad están desorientadas respecto a la interpretación de los resultados que van apareciendo.